# 千葉経済大学
千葉経済大学（ちばけいざいだいがく、英語: Chiba Keizai University）は、千葉県千葉市稲毛区轟町に本部を置く日本の私立大学。1933年創立、1988年大学設置。大学の略称はCKU 千経大。

## 概要
千葉市中央部に所在する、経済学部のみの単科大学であり、経済学部の下に「経済学科」と「経営学科」を設置している。
大学在学中に短大の科目を修得することにより大学の経済学部としては異例の小学校教諭二種免許状や司書の資格取得が可能である。
千葉経済大学15周年（学園創立70周年）記念事業で建てられた学生ホール（エステリア）にて、フジテレビ系列ドラマ『コード・ブルー -ドクターヘリ緊急救命-』の撮影が行われた。

## 沿革
- 1934年（昭和9年） 佐久間惣治郎が千葉女子商業学校を設立。
- 1968年（昭和43年） 千葉経済短期大学設置[1]。
- 1988年（昭和63年） 千葉経済大学設置[2][1]。
- 1989年（平成元年） クラブハウスA棟、学生食堂、テニスコート、小間子野球場完成。
- 1991年（平成3年） 若松ゴルフ練習場完成。
- 1993年（平成5年） 大学院経済学研究科（修士課程）開設[3]、地域経済研究所開設。大学2号館完成。千葉経済短期大学が千葉経済大学短期大学部に改称。また千葉経済高校を千葉経済大学附属高等学校と改称。
- 1995年（平成7年） 学芸員資格取得科目開設、O-YANE完成。
- 1998年（平成10年） 千葉経済大学に経営学科開設。
- 1999年（平成11年） クラブハウスB棟完成。
- 2003年（平成15年） 千葉経済大学創立15周年（千葉経済学園創立70周年）。学生ホール「エステリア」完成 。短期大学部の「こども造形教室」が千葉県内の短大で唯一、「文部科学省・特色ある大学教育支援プログラム」TOP80に選定される[広報 1]

## 学部・学科
- 経済学部
  - 経済学科
  - 経営学科

- 短期大学部（千葉経済大学短期大学部）
  - ビジネスライフ学科
  - こども学科

## 大学院
- 経済学研究科
  - 経済学専攻（修士課程）

## 対外関係

### 他大学との協定

#### 国内大学
- 放送大学[広報 2]

## 附属学校
- 千葉経済大学附属高等学校
- 千葉経済大学短期大学部

## キャンパス所在地
- 大学 千葉市稲毛区轟町3-59-5
- 短期大学部 同区轟町4-3-30

## アクセス
- JR総武線西千葉駅徒歩約13分
- 千葉都市モノレール作草部駅徒歩約5分
- 京成千葉線みどり台駅徒歩約18分

#### 広報資料・プレスリリースなど一次資料
1. ↑  放送大学　平成28年度　単位互換案内